# Artur Rubenštajn
Artur Rubenštajn [ˈartur ˈrubinstajn] (Lođ, 28. januar 1887 – Ženeva, 20. decembra 1982), bio je poljsko-američki pijanista. Od 1946. bio je američki državljanin.
Karijeru je započeo 1897. i od tada je koncertirao na mnogim turnejama širom svijeta. Poštovanje notnoga teksta, objektivan pristup autoru i djelu te lijep, mekan ton i bogata interpretativna imaginacija, obilježili su njegova tumačenja Šopena, Betovena, Šumana, te španskih majstora..
Bio je vrlo omiljen, snimio je mnogo ploča i napisao duhovitu autobiografiju Moje mlade godine, koja je 2021. objavljena na srpskom jeziku.
God. 1999. proglašen je osobom godine od strane Timesa.

## Spoljašnje veze
- Rubenštajn izvodi Šopenovu kompoziciju